# Rohrsee (Naturschutzgebiet)
Das Gebiet Rohrsee, in älteren Unterlagen auch „Vogelfreistätte Rohrsee“ genannt, ist ein mit Verordnung vom 12. März 1938 ausgewiesenes Naturschutzgebiet (NSG-Nummer 4.013) im Gebiet der Stadt Bad Wurzach im baden-württembergischen Landkreis Ravensburg in Deutschland.

## Lage
Das rund 110 Hektar große Naturschutzgebiet „Rohrsee“ gehört zum Westallgäuer Hügelland. Es liegt auf einer durchschnittlichen Höhe von 667 m ü. NN, rund sechs Kilometer südwestlich der Stadtmitte Bad Wurzachs, zwischen den Ortsteilen Rohrbach im Osten und Rohr im Süden sowie dem zu Wolfegg gehörenden Molpertshaus im Westen. Es umgibt den namensgebenden Rohrsee, ein gegen Ende der letzten Kaltzeit vor etwa 16.000 Jahren in einem Toteisloch entstandenes Stillgewässer.

## Schutzzweck
Wesentlicher Schutzzweck ist die Erhaltung des Sees mit seinen Flachwasser- und Uferbereichen als Lebensraum für seltene und bedrohte Vogelarten von zum Teil gesamtstaatlicher Bedeutung, die Erhaltung und Optimierung des gesamten Gebietes als Lebensraum und Rückzugsgebiet einer artenreichen Tier- und Pflanzenwelt und als wichtiger Bestandteil im Lebensraumverbund der Feuchtgebiete Oberschwabens, die Erhaltung des Sees als Landschaftsteil von besonderer Schönheit, als hydrologische Besonderheit und als erdgeschichtliches Zeugnis, die Sicherung eines günstigen Erhaltungszustandes der für das Gebiet von gemeinschaftlicher Bedeutung (GGB) wertgebenden Lebensraumtypen des Anhangs 1 der FFH-Richtlinie „Natürliche, eutrophe Seen mit einer Vegetation des Magnopotamion oder Hydrocharition“ und „Feuchte Hochstaudenfluren“ sowie die Erhaltung der Bestände der für das Europäische Vogelschutzgebiet „Rohrsee“ wertgebenden Vogelarten, insbesondere Drosselrohrsänger, Knäk-, Kolben- und Krickente, Schwarzhalstaucher, Schwarzkopfmöwe, Tafelente, Wasserralle, Zwergdommel und Zwergtaucher, Schnatterente, Rohrdommel, Silberreiher, Großer Brachvogel und Zwergstrandläufer, und ihrer natürlichen Lebensräume, insbesondere der Brut-, Mauser-, Rast- oder Überwinterungshabitate gemäß den gebietsbezogenen Erhaltungszielen der VSG-VO.

## Zusammenhang mit anderen Schutzgebieten
Mit dem Naturschutzgebiet „Rohrsee“ sind das FFH-Gebiet „Wurzacher Ried und Rohrsee“ (8025-341) sowie das Vogelschutzgebiet „Rohrsee“ (DE-8125-441) als zusammenhängende Schutzgebiete ausgewiesen.

## Flora und Fauna

### Flora
Folgende, nach Ordnungen sortierte Pflanzenarten (Auswahl) sind im Naturschutzgebiet „Rohrsee“ erfasst:

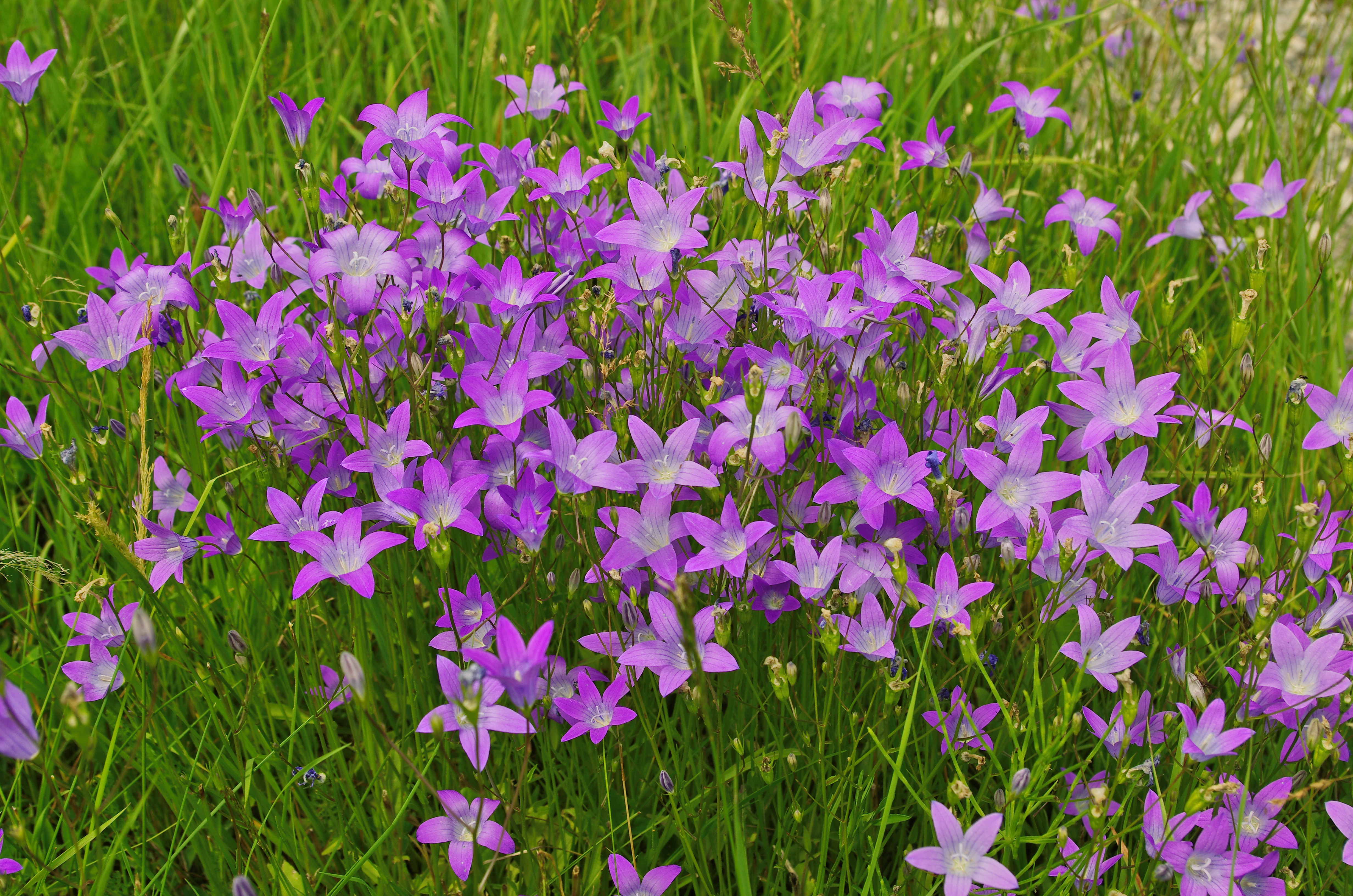
Wiesen-Glockenblume

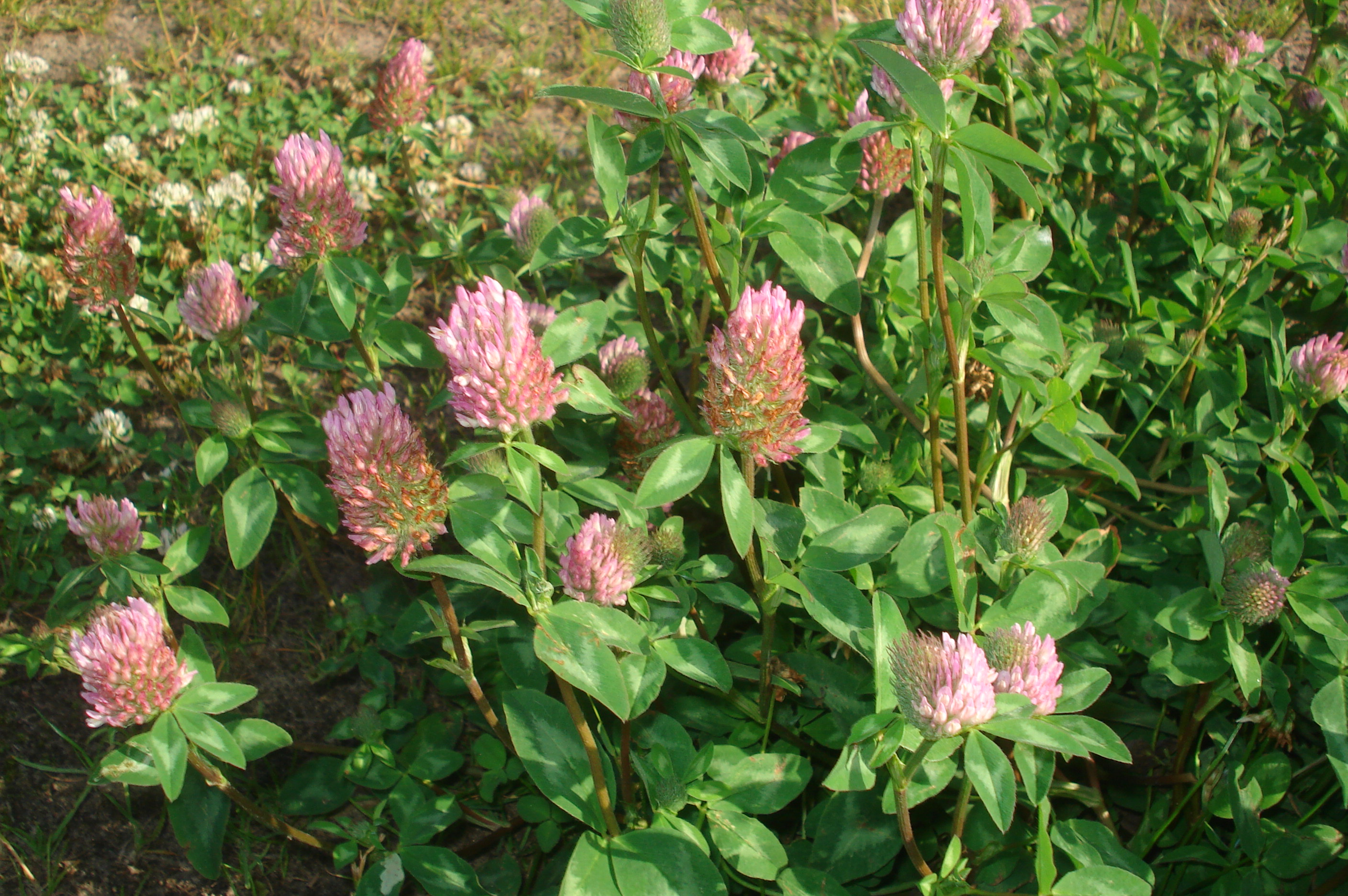
Wiesen-Klee

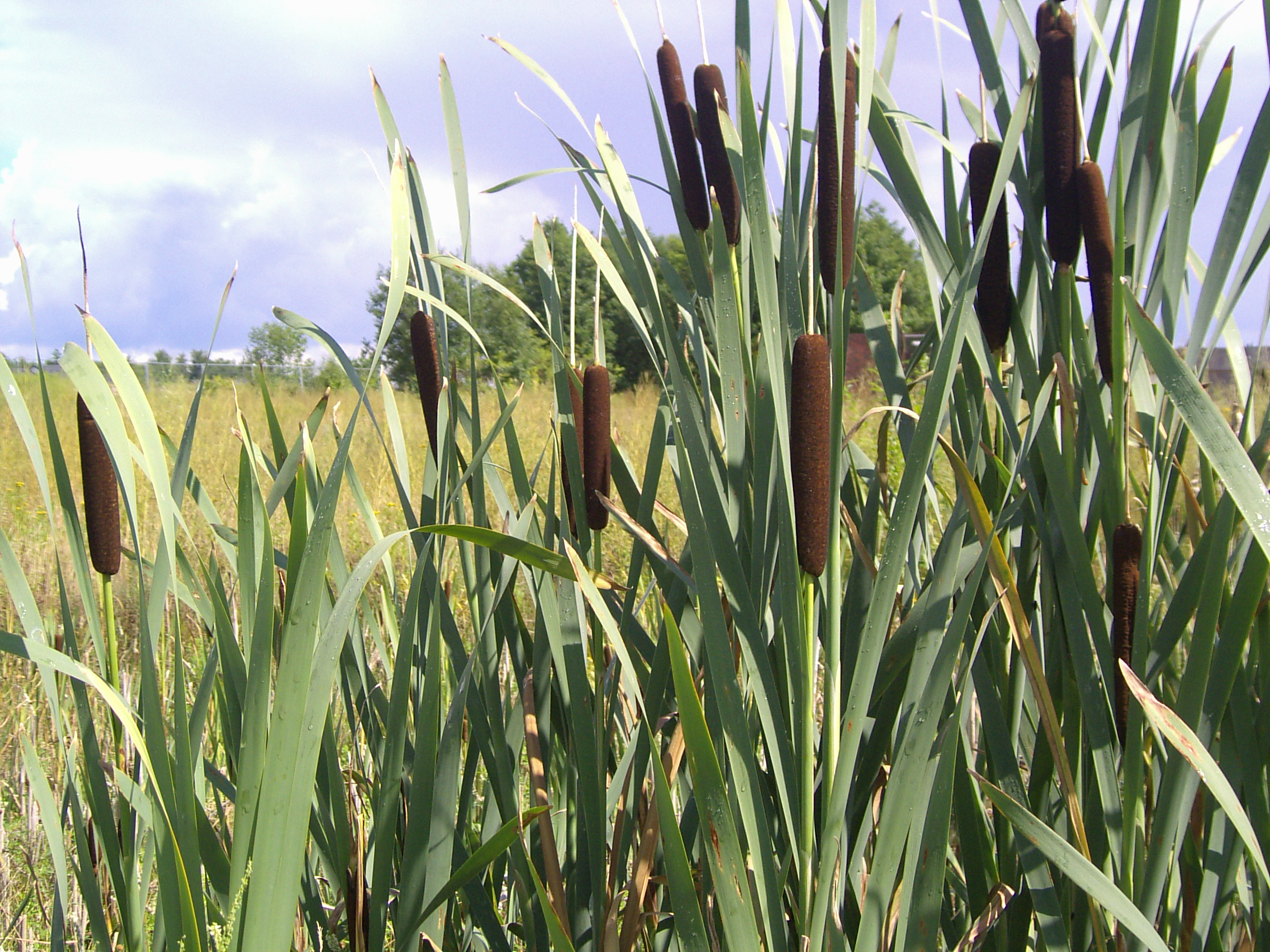
Breitbl. Rohrkolben

| Asternartige (Asterales) Gänseblümchen (Bellis perennis) Nesselblättrige Glockenblume (Campanula trachelium) Wiesen-Glockenblume (Campanula patula) Buchenartige (Fagales) Hainbuche (Carpinus betulus) Doldenblütlerartige (Apiales) Giersch (Aegopodium podagraria) Wald-Engelwurz (Angelica sylvestris) Froschlöffelartige (Alismatales) Gewöhnlicher Froschlöffel (Alisma plantago-aquatica) Kalmusartige (Acorales) Kalmus (Acorus calamus) Kardenartige (Dipsacales) Echter Baldrian (Valeriana officinalis) Gewöhnlicher Schneeball (Viburnum opulus) Kreuzblütlerartige (Brassicales) Acker-Hellerkraut (Thlaspi arvense) Gewöhnliches Hirtentäschel (Capsella bursa-pastoris) Lippenblütlerartige (Lamiales) Breitblättriger Thymian (Thymus pulegioides) Feld-Ehrenpreis (Veronica arvensis) Gamander-Ehrenpreis (Veronica chamaedrys) Sumpf-Ziest (Stachys palustris) Violette Königskerze (Verbascum phoeniceum) Wald-Ziest (Stachys sylvatica) | Nelkenartige (Caryophyllales) Gras-Sternmiere (Stellaria graminea) Hain-Sternmiere (Stellaria nemorum) Spreizende Melde (Atriplex patula) Rosenartige (Rosales) Große Brennnessel (Urtica dioica) Schmetterlingsblütenartige (Fabales) Weiß-Klee (Trifolium repens) Wiesen-Klee (Trifolium pratense) Süßgrasartige (Poales) Behaarte Segge (Carex hirta) Blasen-Segge (Carex vesicaria) Breitblättriger Rohrkolben (Typha latifolia) Gewöhnlicher Glatthafer (Arrhenatherum elatius) Knick-Fuchsschwanzgras (Alopecurus geniculatus) Mittleres Zittergras (Briza media) Rotes Straußgras (Agrostis capillaris) Schlank-Segge (Carex acuta) Schmalblättriger Rohrkolben (Typha angustifolia) Steife Segge (Carex elata) Wiesen-Fuchsschwanz (Alopecurus pratensis) Wiesen-Goldhafer (Trisetum flavescens) Zweizeilige Segge (Carex disticha) Zypergras-Segge (Carex bohemica) |

### Fauna
Folgende, nach Ordnungen sortierte Tierarten (Auswahl) sind im Naturschutzgebiet „Rohrsee“ erfasst:
- Insekten

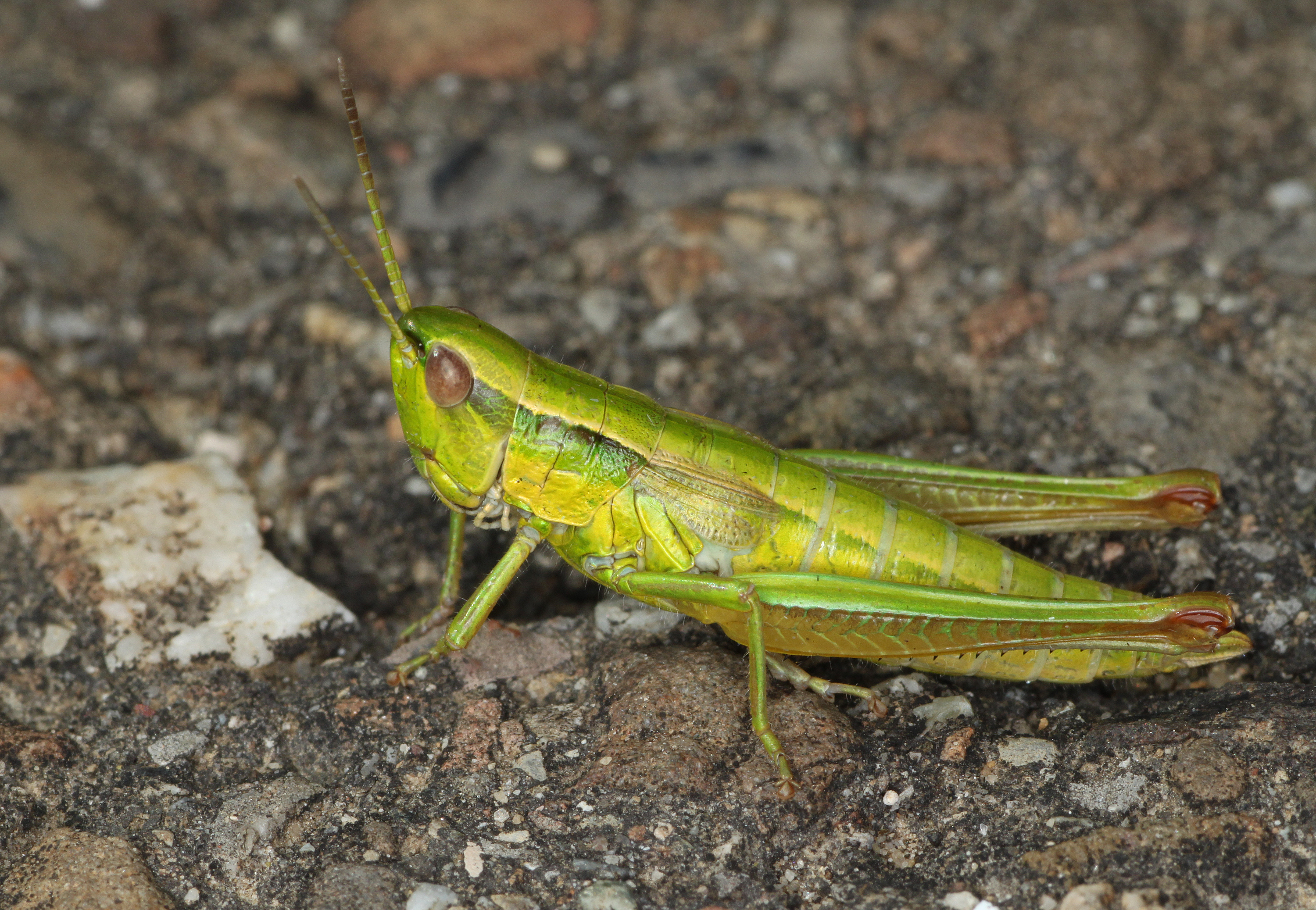
Kleine Goldschrecke

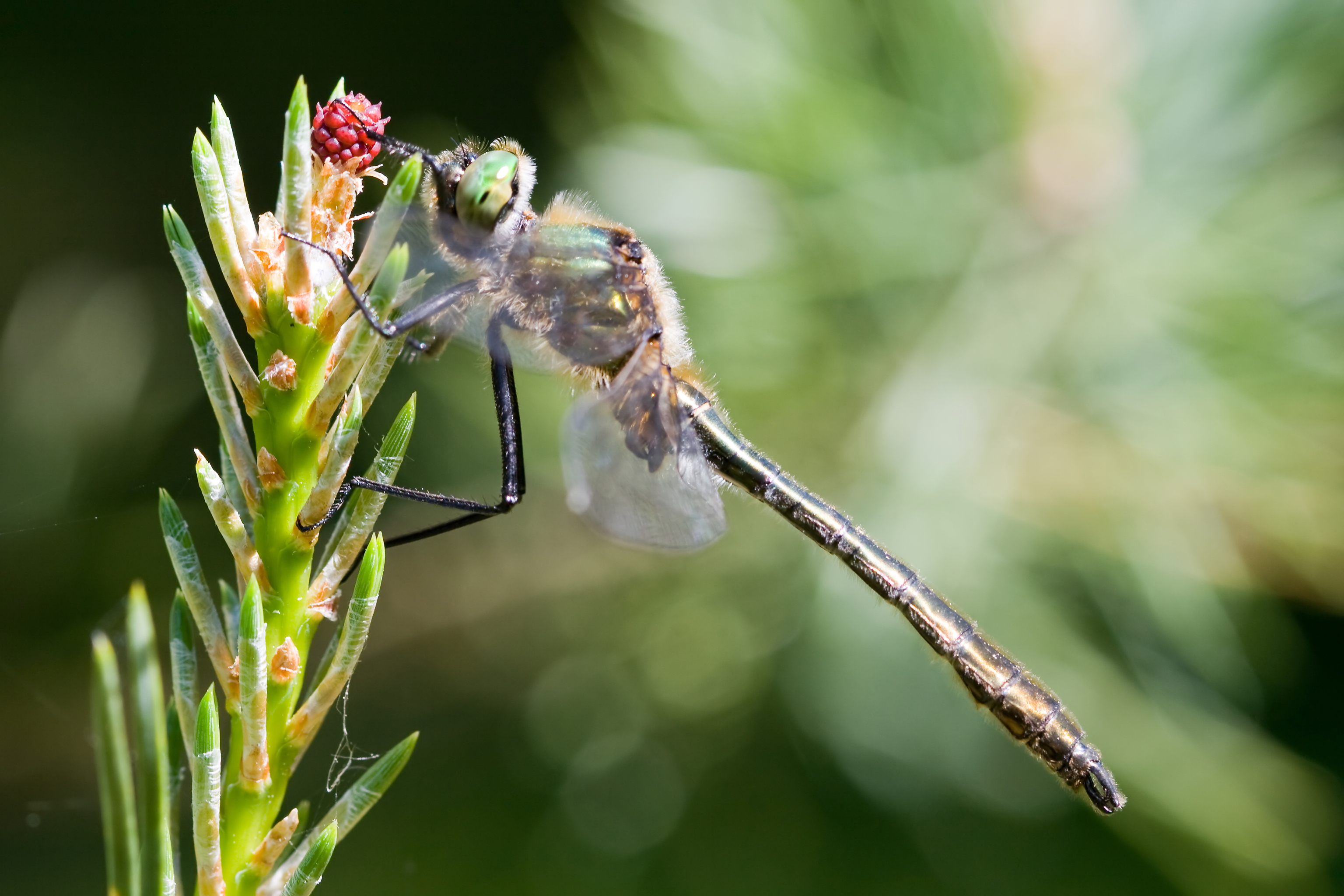
Falkenlibelle

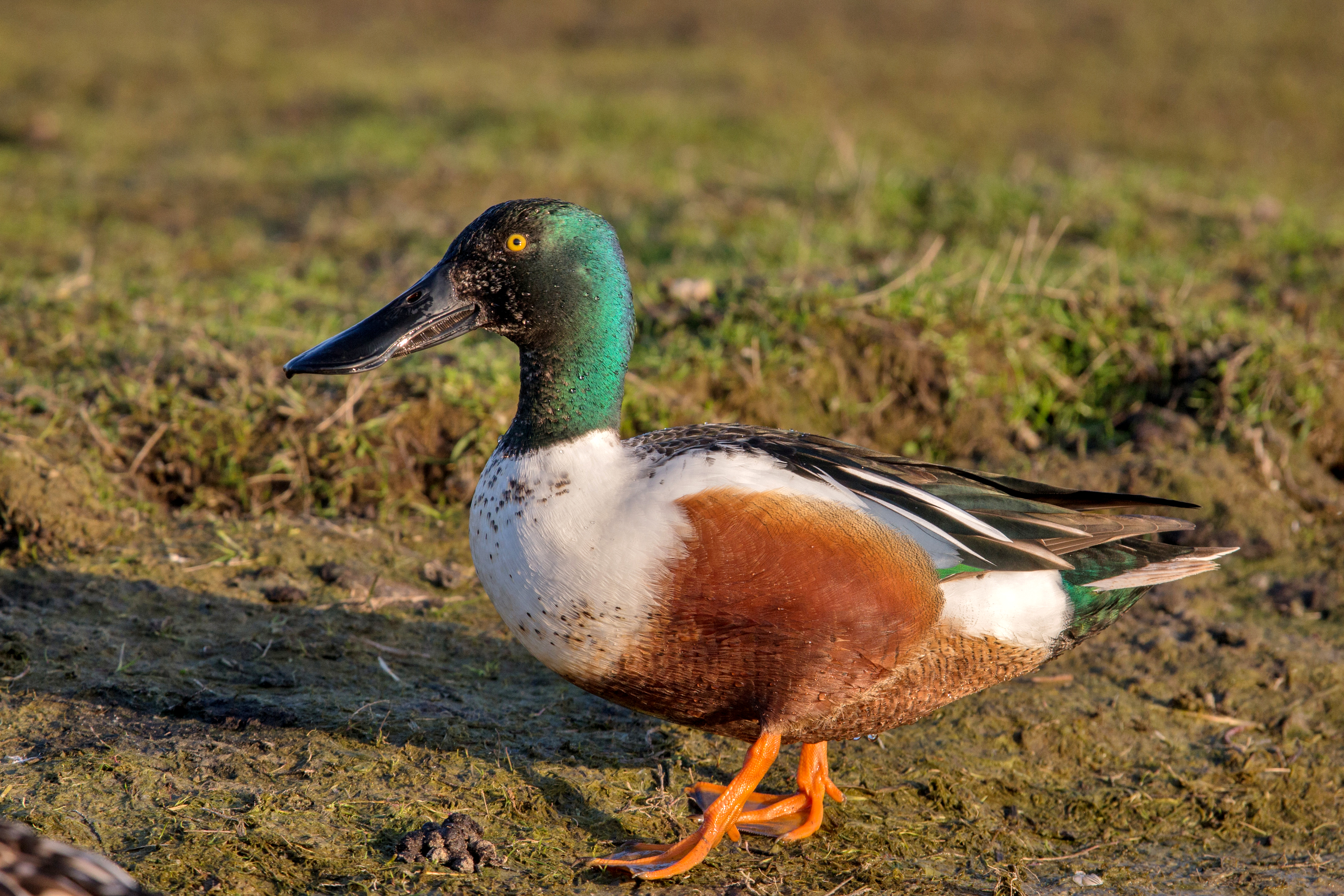
Löffelente

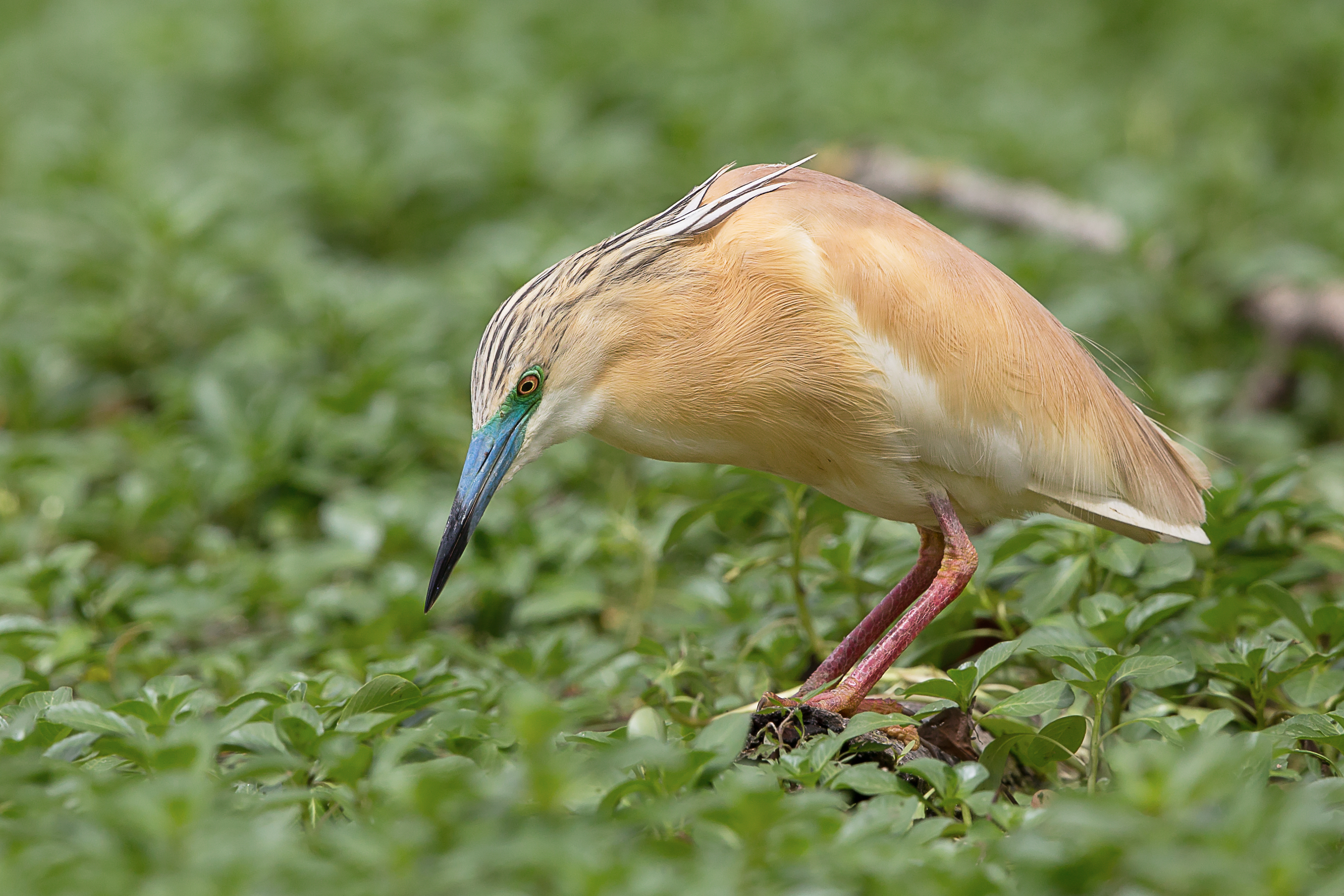
Rallenreiher

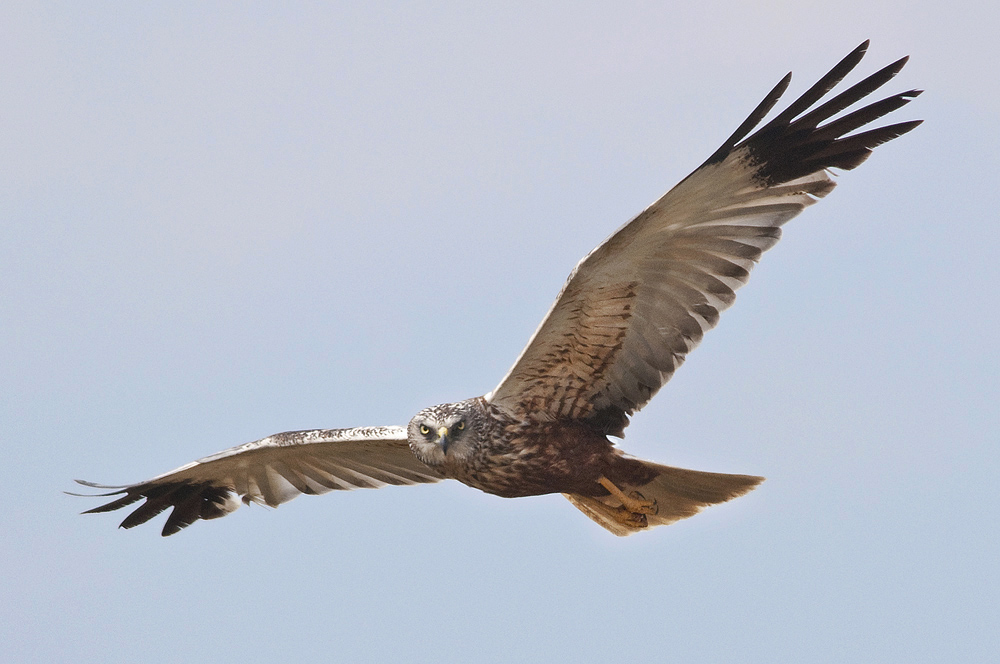
Rohrweihe

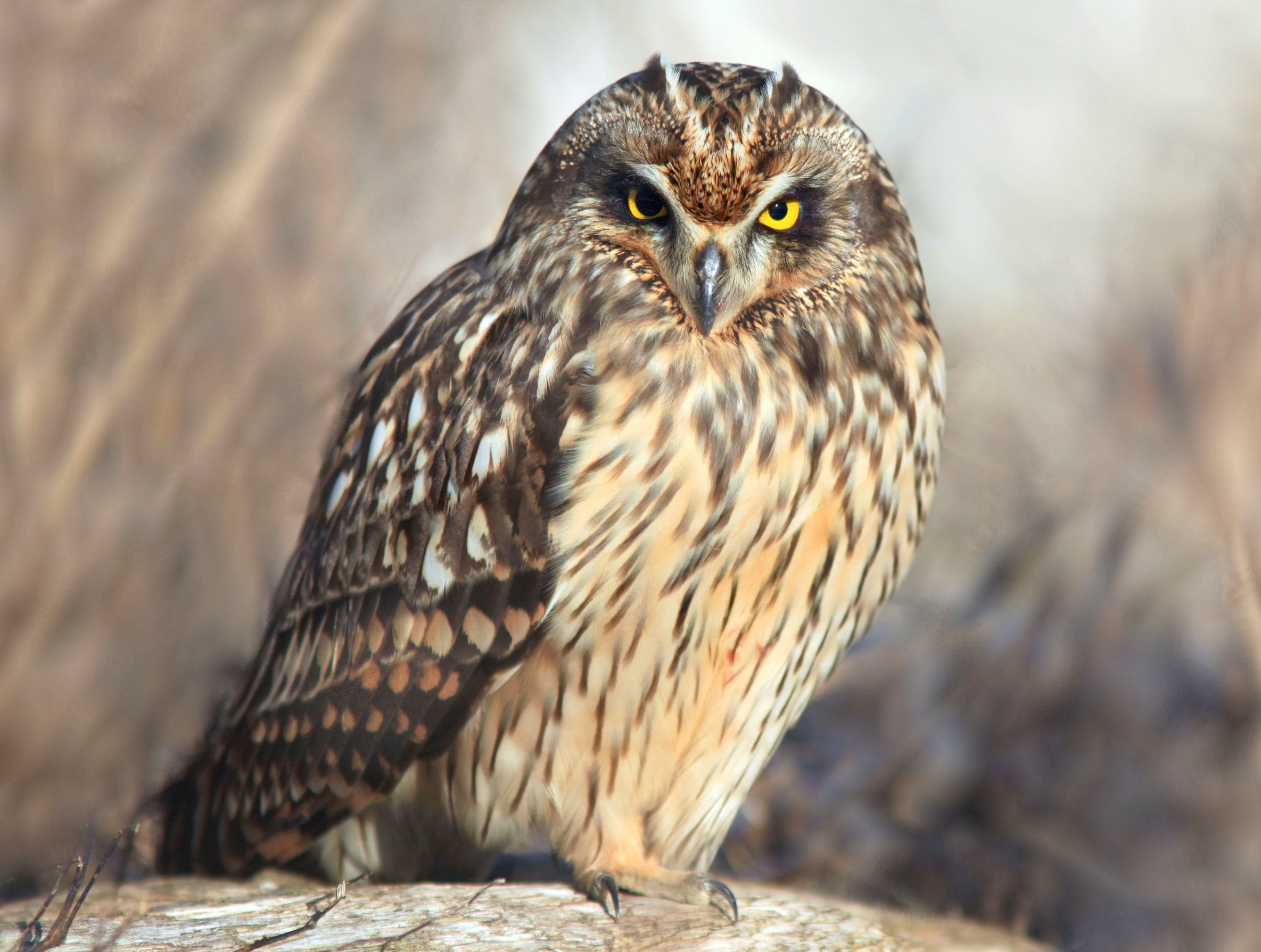
Sumpfohreule

| Heuschrecken (Orthoptera) Gemeine Strauchschrecke (Pholidoptera griseoaptera) Gemeiner Grashüpfer (Chorthippus parallelus) Grünes Heupferd (Tettigonia viridissima) Kleine Goldschrecke (Euthystira brachyptera) Nachtigall-Grashüpfer (Chorthippus biguttulus) Roesels Beißschrecke (Metrioptera roeselii) Sumpfschrecke (Stethophyma grossum) | Libellen (Odonata) Falkenlibelle (Cordulia aenea) Fledermaus-Azurjungfer (Coenagrion pulchellum) Gemeine Becherjungfer (Enallagma cyathigerum) Gemeine Binsenjungfer (Lestes sponsa) Große Königslibelle (Anax imperator) Große Pechlibelle (Ischnura elegans) Großes Granatauge (Erythromma najas) Herbst-Mosaikjungfer (Aeshna mixta) Hufeisen-Azurjungfer (Coenagrion puella) |
- Vögel

| Eulen (Strigiformes) Sumpfohreule (Asio flammeus) Falkenartige (Falconiformes) Baumfalke (Falco subbuteo) Merlin (Falco columbarius) Rotfußfalke (Falco vespertinus) Turmfalke (Falco tinnunculus) Wanderfalke (Falco peregrinus) Gänsevögel (Anseriformes) Bergente (Aythya marila) Blässgans (Anser albifrons) Eisente (Clangula hyemalis) Graugans (Anser anser) Höckerschwan (Cygnus olor) Knäkente (Anas querquedula) Krickente (Anas crecca) Löffelente (Anas clypeata) Moorente (Aythya nyroca) Pfeifente (Anas penelope) Reiherente (Aythya fuligula) Rostgans (Tadorna ferruginea) Waldsaatgans (Anser fabalis) Schellente (Bucephala clangula) Schnatterente (Anas strepera) Singschwan (Cygnus cygnus) Spießente (Anas acuta) Stockente (Anas platyrhynochos) Tafelente (Aythya ferina) Greifvögel (Accipitriformes) Habicht (Accipiter gentilis) Kornweihe (Circus cyaneus) Mäusebussard (Buteo buteo) Rohrweihe (Circus aeruginosus) Schelladler (Aquila clanga) Sperber (Accipiter nisus) Kranichvögel (Gruiformes) Blässhuhn (Fulica atra) Kuckucksvögel (Cuculiformes) Kuckuck (Cuculus canorus) Rackenvögel (Coraciiformes) Eisvogel (Alcedo atthis) Regenpfeiferartige (Charadriiformes) Alpenstrandläufer (Calidris alpina) Bekassine (Gallinago gallinago) Doppelschnepfe (Gallinago media) Flussregenpfeifer (Charadrius dubius) Flussuferläufer (Actitis hypoleucos) | Knutt (Calidris canutus) Sandregenpfeifer (Charadrius hiaticula) Sichelstrandläufer (Calidris ferruginea) Temminckstrandläufer (Calidris temminckii) Trauerseeschwalbe (Chlidonias niger) Weißbart-Seeschwalbe (Chlidonias hybrida) Weißflügelseeschwalbe (Chlidonias leucopterus) Zwergstrandläufer (Calidris minuta) Schreitvögel (Ciconiiformes) Graureiher (Ardea cinerea) Purpurreiher (Ardea purpurea) Rallenreiher (Ardeola ralloides) Rohrdommel (Botaurus stellaris) Schwarzstorch (Ciconia nigra) Seidenreiher (Egretta garzetta) Silberreiher (Ardea alba) Spechtvögel (Piciformes) Buntspecht (Dendrocopos major) Sperlingsvögel (Orthoptera) Aaskrähe (Corvus corone) Baumpieper (Anthus trivialis) Bergfink (Fringilla montifringilla) Bergpieper (Anthus spinoletta) Bluthänfling (Carduelis cannabina) Buchfink (Fringilla coelebs) Dohle (Corvus monedula) Drosselrohrsänger (Acrocephalus arundinaceus) Erlenzeisig (Carduelis spinus) Feldlerche (Alauda arvensis) Gartenbaumläufer (Certhia brachydactyla) Goldammer (Emberiza citrinella) Grünfink (Chloris chloris) Kolkrabe (Corvus corax) Mehlschwalbe (Delichon urbicum) Ortolan (Emberiza hortulana) Rohrammer (Emberiza schoeniclus) Rotkehlchen (Erithacus rubecula) Rotkehlpieper (Anthus cervinus) Saatkrähe (Corvus frugilegus) Schilfrohrsänger (Acrocephalus schoenobaenus) Schwanzmeise (Aegithalos caudatus) Stieglitz (Carduelis carduelis) Sumpfrohrsänger (Acrocephalus palustris) Teichrohrsänger (Acrocephalus scirpaceus) Trauerschnäpper (Ficedula hypoleuca) Wiesenpieper (Anthus pratensis) Taubenvögel (Columbiformes) Hohltaube (Columba oenas) Ringeltaube (Columba palumbus) |